# Вася-реформатор
«Вася-реформатор» — український радянський короткометражний художній німий фільм. Основою для фільму послугував сценарій Олександра Довженка. Це також перший кінофільм, знятий Довженком. ВУФКУ вважається втраченим.
Головний герой фільму  — хлопчик Вася. Син фабричної робітниці, він змалечку росте самостійним. Вася підряд встигає перевиховати свого дядька-п'яницю, провчити недбалого завгоспа, викрити брехливого попа і впіймати злодія в себе вдома.

## Сюжет
Сюжет наведено за друкованим сценарієм, збереженим в архіві ВУФКУ.
Малолітній Вася — самостійний винахідливий хлопчик. Коли він майструє вудку, повз проходить його дядько Григорій, що прогулює роботу. Гачок вудки зачіпляється за дядькову бороду, Григорій біжить покарати Васю. Хлопчик ховається на пасіці, а потім за плакатом, за чим спостерігає Юрко — Васин брат.
Вдома, в злиденній хатині, Григорій пиячить. Потім він ледь не тоне в річці, проте Вася з Юрком рятують його. Невдячний Григорій, пам'ятаючи образу, женеться за ними. Згодом брати бачать, як завгосп зраджує дружині, через що губить портфель з грошима. Вася ховається в завгосповому авто і тікає на ньому від дядька. Завгосп із коханкою намагаються повернути авто. Вася дістається додому, де розповідає про свої пригоди матері. Обоє сміються.
Завгосп хоче якось виправдати втрату авто і грошей. Вночі він бачить у лісі бандита й намагається його схопити, щоб покласти вину. Та в результаті сам лишається пограбований. Тим часом собака на подвір'ї Григорія спить і бачить сон, де Григорій на місці собаки, а собака — замість нього. До Васиної хати пробирається той самий бандит. Хлопчику вдається загнати грабіжника в собачу будку та поставити собаку насторожі. Потім він з братом зв'язують бандита й ведуть до міліції.
Дорогою назад Вася з Юрком чіпляються за бричку, в якій їдуть двоє попів. Хлопці підслуховують що задумали попи: натерти ікону в церкві цибулею, щоб вона «оновилася», і тим самим змусити вірян нести пожертви до «чудотворної» ікони. Дружина дядька тим часом розшукує чоловіка, що знову напився. Дядько помічає Васю, хоче його побити, але натомість влучає в іншого п'яницю. Вася грозить п'яницям кулаком, які здивовані спритністю хлопця. Зайшовши до шинку, Вася привселюдно викриває дядька та його товаришів, які не дбають про родину. Присоромлені, ті йдуть геть.
Під час церковної служби Вася натирає стару ікону цибулею та показує прихожанам як піп хотів їх обдурити. Прихожани дивуються, потім сміються з попа та полишають церкву.
Завгосп розповідає начальству як його пограбували «американські бандити». Але входить Вася, розповідає як було насправді та повертає портфель з грошима. Дядькові товариші кличуть його пиячити, але Григорій відмовляється. Вася з іншими хлопцями хитрощами заманюють Григорія до крамниці, де той визнає, що треба купити щось своїм дітям. На подив дружини, він повертається додому з подарунками та каже, що не буде більше пиячити. В церкві облаштовують кінотеатр, куди приходить Вася з родиною. Піп знаходить нову роботу, він стає кіномеханіком.

## В головних ролях
- Василь Людвинський  — Вася
- Юрій Чернишов  — Юрка, брат Васі
- Юрій Шумський  — Григорій, Васин дядько
- Дмитро Капка  — завгосп Шелухасиндикату
- Володимир Уральський  — кухар
- Степан Шагайда  — Мітька Куций, бандит

## Знімальна група
- Режисери: Олександр Довженко, Фавст Лопатинський
- Сценарист: Олександр Довженко
- Оператор: Данило Демуцький, Йозеф Рона
- Художник-постановник: Іван Суворов